# Tracción trasera

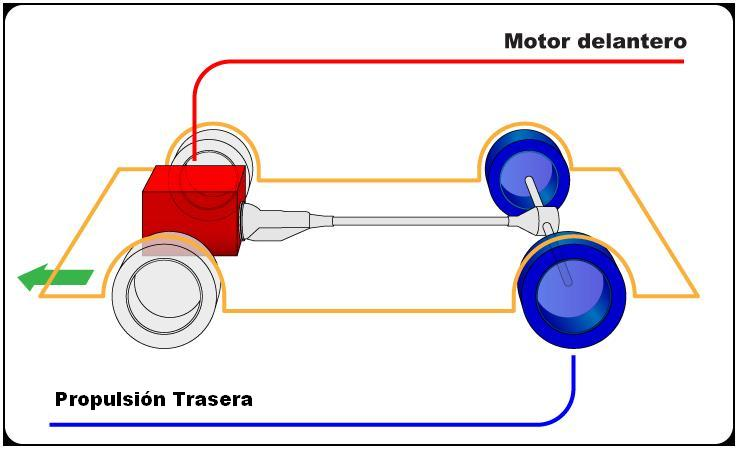
Disposición estándar de motor delantero y tracción trasera.

La tracción trasera o propulsión trasera (abreviada como "RWD" por sus siglas en inglés) es el sistema en el que la transmisión del movimiento del motor de un vehículo se realiza sobre el eje trasero.

## Historia

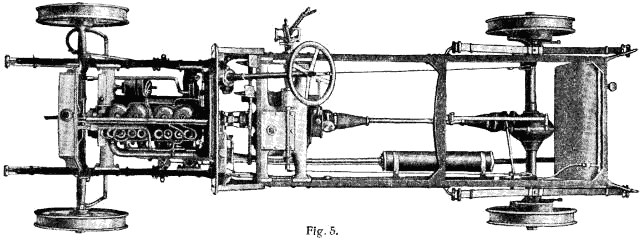
Ilustración antigua que muestra la configuración de motor delantero con tracción trasera.

Tradicionalmente fue el primer sistema empleado en los vehículos autopropulsados de más de dos ruedas, especialmente por su sencillez y la necesidad de hacer orientables las ruedas delanteras para la dirección. Durante décadas se empleó en la mayoría de los automóviles y camiones. En los primeros solo permanece en vehículos de altas prestaciones y potencia, como en los automóviles de carreras de Fórmula 1, por ejemplo. En los segundos es la configuración automotriz básica debido a su peso. Este tipo de transmisión es usado en prácticamente la totalidad de las motocicletas.
La mayoría de vehículos de tracción trasera tienen el motor montado longitudinalmente en la parte delantera del mismo, transmitiendo el movimiento al eje trasero a través de la caja de cambios, el eje de transmisión, el diferencial y los palieres traseros.

## Ventajas e inconvenientes de la tracción trasera

### Ventajas
Mejor adherencia de las ruedas tractoras, en fase de aceleración, debido a la transferencia de pesos que se genera por las fuerzas de inercia al acelerar. Mejor reparto de pesos que permite situar el centro de gravedad lo más cerca posible del centro de las cuatro ruedas, en automóviles con el motor delantero, compensando un poco a este.

### Inconvenientes
Mayor coste constructivo, menos espacio disponible en habitáculo, mayor peso, mayor facilidad de perder adherencia en curva, especialmente con vehículos muy potentes, por la componente centrífuga de las fuerzas sobre el neumático.
En la tracción trasera el efecto de la fuerza centrífuga hace que, si las ruedas giran a mayor velocidad durante una curva, la zaga trasera del vehículo se desplace hacia el exterior de la curva, lo que se denomina como sobreviraje. 
La tracción delantera en las mismas condiciones puede que, en lugar de sobrevirar al acelerar en curva, sus ruedas pierdan adherencia y continúe recto con el resultado de salirse de morro del carril. No obstante, con delantera también se pueden forzar situaciones de sobreviraje. 
Hoy en día la electrónica ha modificado sustancialmente la situación y el modo en que la tracción delantera o trasera se ve afectada por la intervención de los sistemas de control que anticipan los previsibles efectos de los desplazamientos de inercia y "ayudan" al piloto a mantener el vehículo en la trayectoria deseada. Los sistemas de control electrónico suelen tener posibilidad de ser desconectados, así como graduar, a voluntad para favorecer la interacción entre el conductor y su coche.
Desde el punto de vista físico existe un principio más o menos aceptado que reza así: «hasta 125 caballos tracción delantera, de 125 a 200 tracción trasera y a partir de 200 idealmente tracción total». Esta vieja teoría se basa en el reparto y desplazamiento de masas durante la aceleración.

## Posicionamiento del motor con tracción trasera

### Motor delantero
La llamada disposición clásica con motor delantero longitudinal y tracción trasera, tardó muy poco en convertirse en el estándar de la mayoría de los coches hasta antes de la Segunda Guerra Mundial. Tras las primeras transmisiones basadas en correas y cadenas, la transmisión por tubo de empuje, popularizada por el Ford T, mantuvo su hegemonía hasta su sustitución por la transmisión hotchkiss, que se convertiría en el sistema más difundido del siglo XX.  
Sin embargo, su utilización empezó a decaer a partir de los años 1970 anterior en favor de la «disposición Giacosa», aparecida con el Autobianchi Primula, que establecía las bases de la tracción delantera con sus indudables ventajas, dejando a la tracción trasera como una opción minoritaria para vehículos de alta gama y automóviles deportivos. A partir de los años 2010, la tracción trasera ha resurgido en muchos sedanes medianos, medianos y grandes como característica de lujo. Una compañía precursora de esta tendencia fue el grupo Chrysler tras su fusión con la alemana Mercedes-Benz. La compañía, necesitada de una urgente renovación de gama, con los Chrysler 300M todavía basados en la plataforma LH, de origen AMC/Renault con motor longitudinal y tracción delantera, utilizó la plataforma del Mercedes-Benz Clase E W-211 para desarrollar su nueva plataforma LX de tracción trasera. Se utiliza en el exitoso Chrysler 300C y, tras la adquisición de la marca por parte del grupo Fiat en su clon europeo Lancia Thema (2011), en los Dodge Magnum y Dodge Charger (LX).
Esta tendencia de lujo en Europa se puede observar también en la nueva plataforma Giorgio del grupo Fiat para el Fiat 124/Lancia Giulia, además del citado Thema; y en el resurgir de la marca Jaguar. En Asia, las japonesas Lexus e Infiniti, así como modelos de Mazda, Subaru, Honda y otros de las coreanas Hyundai y Kia, también están aumentando su gama de productos de tracción trasera.

#### Motor delantero y tracción trasera
- BMW Serie 1, Z4, X1, X3, X5 (El X1 se puede elegir con tracción trasera, denominada SDrive, o con tracción en las cuatro ruedas permanente, denominada XDrive, mientras que los modelos X3 y X5 solo se pueden elegir con tracción trasera con el sistema SDrive).
- Chevrolet Camaro, Caprice, Corvette, Impala, Lumina, Malibú, S10, Chevette.
- Chrysler 300C, Crossfire
- Dodge Challenger, Charger, Viper
- Fiat 1100, 124, 125, 1300, 130, 131, 132, 1500, 1600, Argenta
- Ford Falcon (Australia), Mustang, Crown Victoria, Taunus, Sierra, Granada, Scorpio, Thunderbird, Ranger
- Buick LaCrosse, Lucerne, Regal, Cadillac ATS, CTS, Holden Ute, Commodore.
- Infiniti G (primera y segunda generación), M (primera y segunda generación
- Jaguar XF, XJ, XK, S-Type, XKR
- Kia Stinger
- Lada: serie 21 (2101-2102-2103-2104-2105-2106-2107)
- Polski Fiat 125p
- Lexus IS, GS, SC
- Maserati Coupé/Spyder, Biturbo, Quattroporte
- Mazda MX-5
- Mercedes-Benz Clase C, Clase CL, Clase CLC, Clase CLK, Clase CLS, Clase E, Clase S, Clase SL, Clase SLK
- Peugeot 403, 404, 504, 505, 604
- Porsche 924, 928, 944, 968
- SEAT: 124, 131, 132, 1430, 1400, 1500
- SsangYong Musso (con tracción total conectable y versiones con 4x4 permanente).
- Suzuki Vitara
- Volvo Serie 300 con transmisión/transeje en el eje trasero, Serie 700, Serie 900

#### Motor central-delantero y tracción trasera

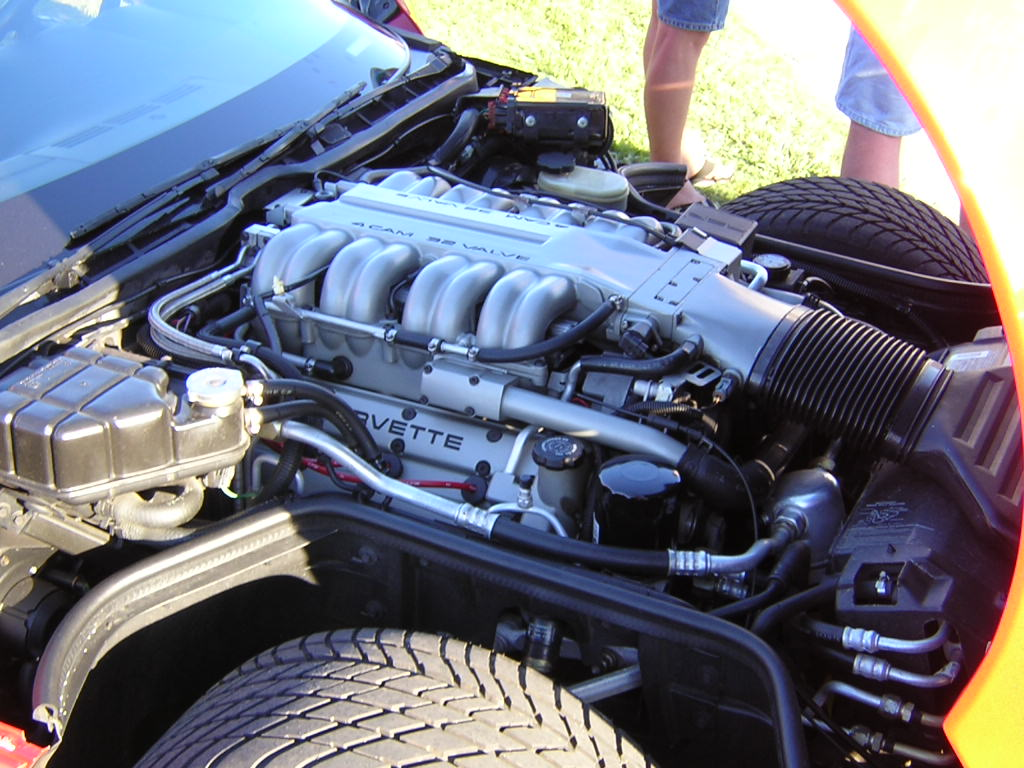
Los Chevrolet Corvette de la cuarta generación en adelante tienen motor central-delantero con tracción trasera, como se ve en el compartimiento del motor de la versión ZR-1.

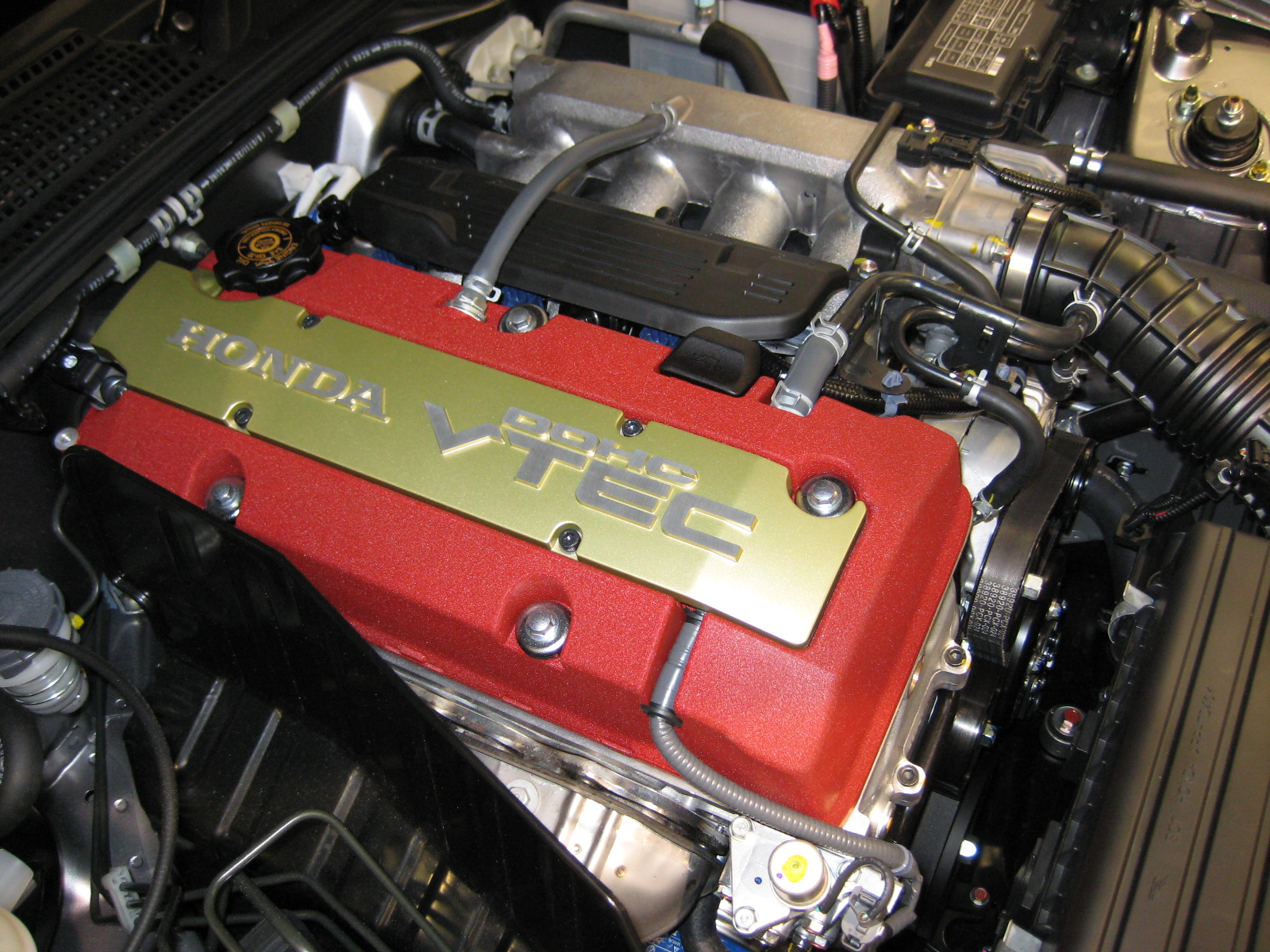
El motor del Honda S2000 se encuentra claramente por detrás de las torretas de la suspensión delantera.

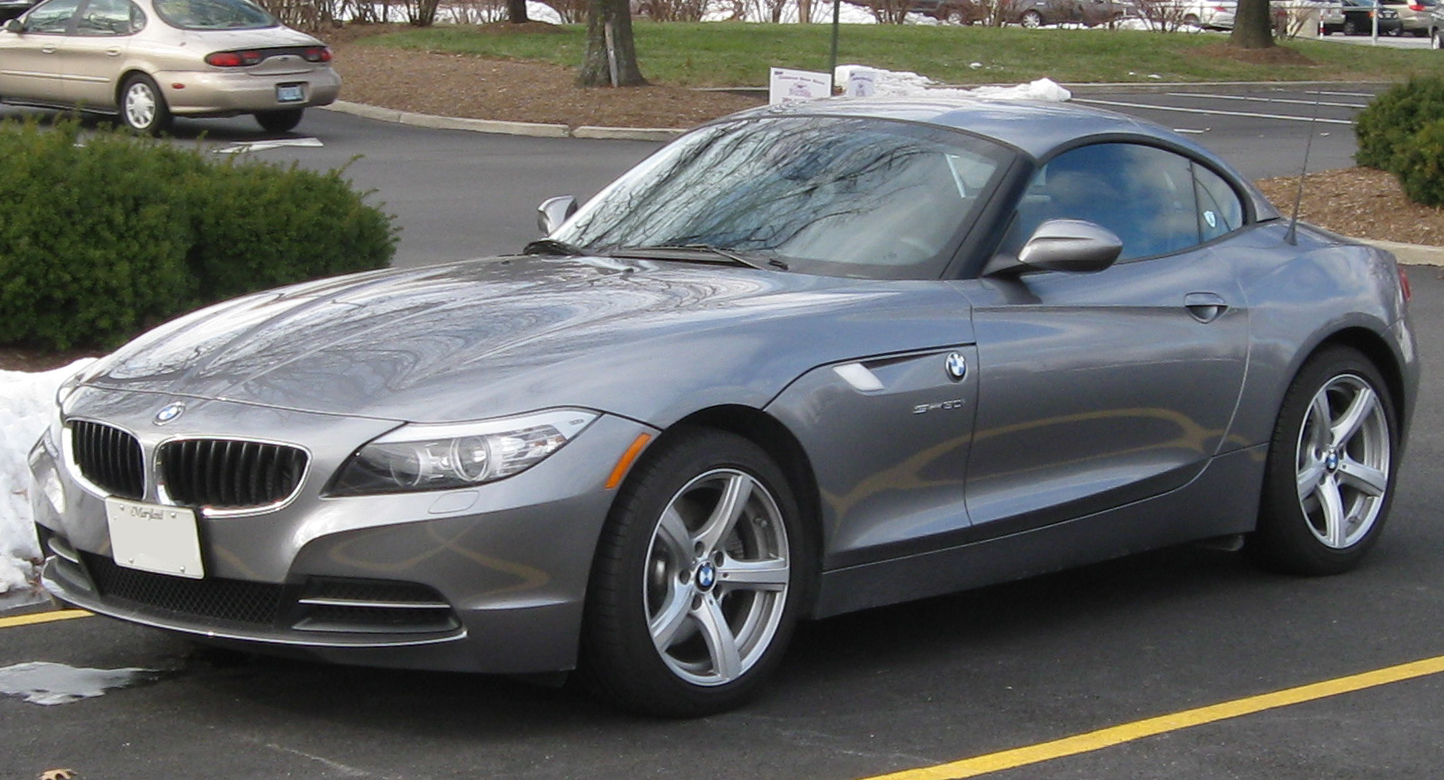
El BMW Z4 tiene un generoso espacio entre la puerta delantera y la rueda delantera, una característica del motor ubicado centralmente.

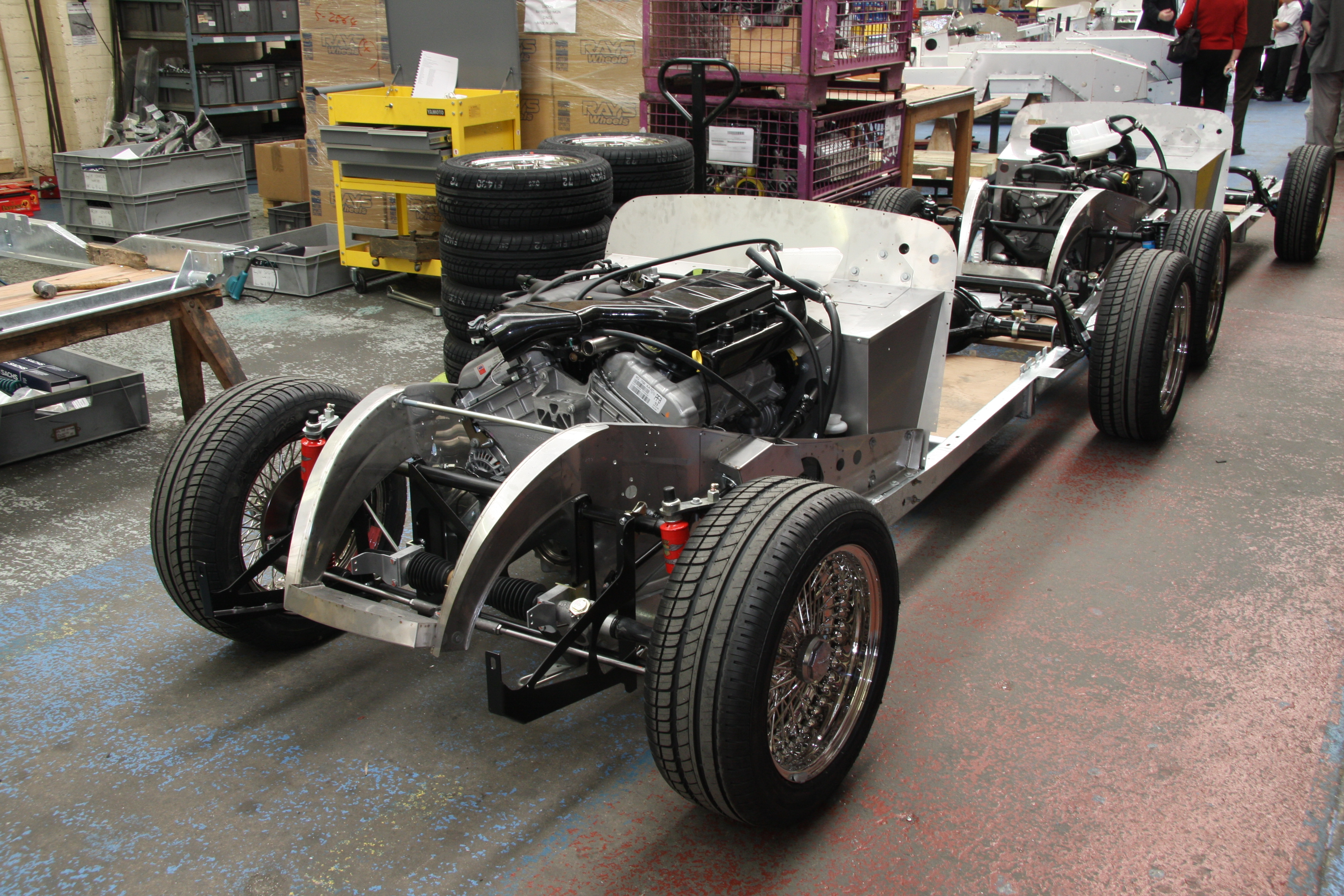
Motor central-delantero y tracción trasera visto en un chasis del Morgan Roadster.

- Aston Martin Vantage V8 (2005 en adelante), Vanquish
- Alfa Romeo 8C Competizione
- BMW Z4 (N46)
- Chevrolet Corvette (cuarta generación en adelante)
- Dodge Viper
- Ferrari 612 Scaglietti
- Honda S2000
- Infiniti G (tercera generación en adelante), M (tercera generación en adelante)
- Maserati Quattroporte
- Mazda RX-8, MX-5 (NC - tercera generación en adelante)
- Mercedes-Benz SLR McLaren, SLS AMG
- MG: MG P, MG T, MG A, MG B
- Morgan Motor Company: Morgan Roadster
- Nissan Serena, Nissan GT-R: Es un derivado de la plataforma de FMR conocido como plataforma Nissan PM, con transmisión / transeje en el eje trasero y tracción en todas las ruedas
- Suzuki Carry, Grand Vitara GL y GLS

#### Motor central-trasero longitudinal y tracción trasera
- Ferrari Mondial T, 348, 355, F430
- Lamborghini Gallardo
- McLaren F1
- Opel Speedster/Vauxhall VX220
- Porsche 914, Boxster, Cayman
- Lancia 037
- Jeep Cherokee (XJ)

#### Motor central-trasero transversal y tracción trasera
- Smart Fortwo, Smart Roadster
- Fiat X1/9
- Ferrari 308, 328, Ferrari Mondial
- Honda NSX
- Pontiac Fiero
- Lotus Evora
- Matra Bagheera, Murena
- Mastretta MXT
- Toyota MR2

### Motor trasero

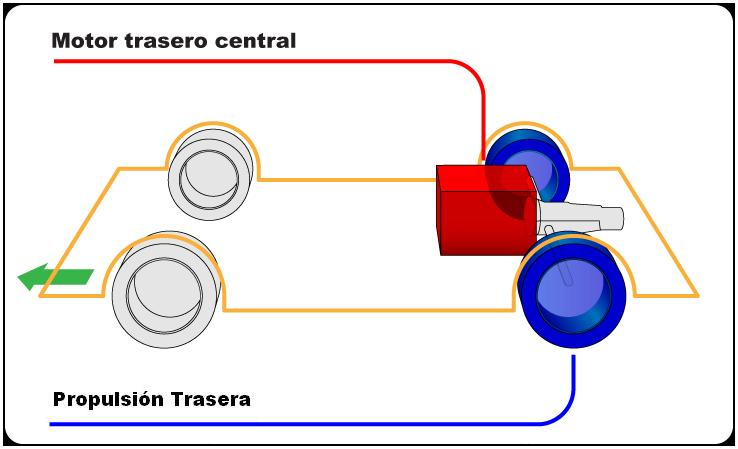
Diagrama típico de motor central y tracción trasera

Algunos vehículos poseen este tipo de configuración con motor y transmisión traseros.
En algunos casos el motor se encuentra en posición transversal y en otros, donde al motor se encuentra ubicado por detrás del eje trasero, longitudinal. Si el motor se ubica por delante del eje trasero, esta configuración se define como motor central.

Sus principales ventajas:
- En el caso de motor central; excelente reparto de pesos del vehículo.
- Reduce los ruidos y el calor del motor de combustión interna
- Permite adoptar líneas más aerodinámicas

Algunos de sus inconvenientes son:
- Reducción de la adherencia en las ruedas delanteras en ciertas condiciones.
- Se dificulta la refrigeración del motor.
- Aumenta la tendencia al sobreviraje.

#### Motor trasero y tracción trasera
- Chevrolet Corvair
- Fiat 500 (1957), 600, 850, 126, 133
- Renault Dauphine, 4CV, 8, 10, Caravelle
- Alpine A110
- Simca 1000
- Isetta
- Subaru Rex
- DMC DeLorean
- Porsche 356, 911, 959
- Tatra T603
- Volkswagen Tipo 1, Tipo 3, Karmann Ghia, Brasilia, Combi, Safari, T200/Hormiga